# Javier Sicilia
Javier Sicilia Zardain (Ciudad de México, 31 de mayo de 1956) es un activista, poeta, ensayista, novelista, traductor y periodista mexicano. Es colaborador de diversos medios impresos como La Jornada y Proceso. Fue miembro fundador de SERPAJ México, junto con Pietro Ameglio y Rafael Landerreche. Fue fundador y director de El Telar, coordinador de varios talleres literarios, guionista de cine y televisión, jefe de redacción de la revista Poesía, miembro del consejo de redacción de Los Universitarios y de Cartapacios, miembro del Sistema Nacional de Creadores de Arte desde 1995, profesor de literatura, estética y guionismo en la Universidad La Salle Cuernavaca. Fundó y, durante catorce años, fue director de la revista Ixtus, ya extinta. Posteriormente, fundó y dirigió la revista Conspiratio, que dejó de publicarse en 2012 de manera abrupta y que retomó su tarea en 2023. A la fecha, Conspiratio sigue publicándose bajo un nuevo formato on-line. Fungió como secretario de Difusión Universitaria en la Universidad Autónoma del Estado de Morelos (UAEM).[cita requerida]

## Datos biográficos
Heredó su vocación por la literatura y la poesía de su padre, quien fue poeta amateur, pues no se dedicó de lleno a esta actividad. Ávido lector de Santa Teresa de Ávila, de San Juan de la Cruz y de Concepción Cabrera de Armida, Sicilia es un poeta cuyos temas se vinculan con el catolicismo y la mística cristiana, como marcos para la elaboración poética. Su pensamiento está fuertemente marcado por Albert Camus, Lanza del Vasto, Gandhi e Ivan Illich.[cita requerida]
Obtuvo, junto con Jorge González de León, el Premio Ariel a mejor argumento original en 1990, por la película Goitia, un dios para sí mismo, y, en 1993, el Premio José Fuentes Mares, por su novela El Bautista.
En las revistas Ixtus y Conspiratio, trató diversos temas de actualidad filosófica, artística y literaria. En 2009 se le otorgó el Premio Nacional de Poesía Aguascalientes, una de las preseas más importantes de la poesía mexicana.
El 28 de marzo de 2011 cobró notoriedad, al margen de su condición de escritor y poeta de renombre, al morir su hijo junto con otros seis jóvenes, asesinados por el crimen organizado en la población de Temixco, en el estado de Morelos, en México. Como consecuencia, el poeta abandonó la poesía. Bajo el lema "Estamos hasta la madre", ha encabezado distintas manifestaciones en el país, exigiendo un alto al "clima" de violencia de México.

## La marcha por la paz
Después de la muerte de su hijo, Javier Sicilia organizó una gran manifestación que salió el 5 de mayo de 2011, desde Cuernavaca, Morelos, para llegar el 8 de mayo al Zócalo de la Ciudad de México. Esta manifestación fue denominada Marcha Nacional por la Paz con Justicia y Dignidad, como una de las actividades iniciales del Movimiento por la Paz con Justicia y Dignidad. Al finalizar la marcha en el Zócalo, Sicilia demandó al entonces presidente de la República, Felipe Calderón Hinojosa, retirar del cargo de Secretario de Seguridad Pública a Genaro García Luna, además de solicitar el "combatir corrupción, impunidad y ganancias del crimen", entre otras demandas. Gracias al poder de convocatoria del Movimiento por La Paz con Justicia y Dignidad se pudo concretar la creación de una Ley General de Víctimas cuya redacción recayó principalmente en Julio Hernández Barros, quien también fue su abogado.  El Movimiento por la Paz con Justicia y Dignidad es una respuesta de la sociedad civil de México a la violencia que se vive en ese país como consecuencia de la guerra contra el narcotráfico.

## Premios y reconocimientos
Trayectoria literaria
- 1990 - Premio Ariel a mejor argumento original[13] por Goitia, un dios para sí mismo (1989)
- 1993 - Premio Nacional de Literatura José Fuentes Mares por El Bautista
- 2009 - Premio Nacional de Poesía Aguascalientes por Tríptico del desierto
- 2017 - Premio Pakal de Oro, como luchador social y poeta, otorgado por la fundación Hernán Becerra Pino[14][15]
- 2018 - Reconocimiento Juan Gelman por su labor como poeta, periodista y defensor de derechos humanos[16]

Activismo
- 2011 - Premio Global Exchange People's Choice Award en derechos humanos[17]
- 2011 - Presea Corazón de León, otorgada por la Federación de Estudiantes Universitarios de la Universidad de Guadalajara[18]
- 2011 - Fue nombrado Persona del año de la revista Time, como parte de la selección en reconocimiento a "El manifestante"[19]
- 2012 - XX Premio "Don Sergio Méndez Arceo" Nacional de Derechos Humanos, categoría individual[20]
- 2012 - Premio Voz de los Sin Voz, otorgado por Casa Anunciación, en El Paso, Texas.[21]
- 2012 - Premio La Lucha Sigue, otorgado por El Congreso Norteamericano para América Latina (NACLA), en Nueva York.[22]
- 2012 - Premio Personaje del Año (sección Internacional), nombrado por el diario boliviano El Deber.[23]
- 2013 - Reconocimiento-homenaje La palabra que busca la paz, otorgado por y en el marco de la XXIV Feria Nacional del Libro de León (FeNaL), en León, Guanajuato, México.[24]
- 2013 - Reconocimiento del Ayuntamiento de Los Ángeles por "su labor humanitaria en favor de las víctimas del crimen organizado en México y Estados Unidos", en Los Ángeles[25][26]
- 2014 - Presea Sentimientos del pueblo, otorgado por la Asamblea Popular de los Pueblos de Guerrero (APPG), en Chilpancingo, Guerrero, México.[27]
- 2017 - Premio Pakal de Oro, como luchador social y poeta, otorgado por la fundación Hernán Becerra Pino[14][15]
- 2018 - Reconocimiento Juan Gelman, otorgado por la Secretaría de Cultura de la Ciudad de México , por su labor como poeta, periodista y defensor de derechos humanos[16]

## Obra
Poesía
- Permanencia en los puertos (1982)
- La presencia desierta (1985)
- Oro (1990)
- Trinidad (1992)
- Vigilias (1994)
- Resurrección (1995)
- Pascua (2000)
- Lectio (2004)
- Tríptico del Desierto (2009)
- Vestigios (2013)

Novela
- El bautista (1991)
- El reflejo de lo oscuro FCE (1998)
- Viajeros en la noche (1999)
- A través del silencio (2002)
- La confesión (2008)
- El fondo de la noche (2012)
- El deshabitado (2016)

Ensayo
- Cariátide a destiempo y otros escombros (1980)
- Poesía y espíritu (1998)
- Aproximaciones a un tiempo del fin (2024)
- Crisis o Apocalipsis. El mal en nuestro tiempo, en coautoría con Jacobo Dayán (2025)

Biografía
- Concepción Cabrera de Armida, la amante de Cristo (2001)
- Félix de Jesús Rougier, la seducción de la Virgen (2007)

Análisis político
- La voz y las sombras (artículos de Proceso) (2009)
- Estamos hasta la madre (artículos de Proceso) (2011)

Traducción
- LANZA DEL VASTO. El nombre. Le nom, antología, prólogo y traducción de Javier Sicilia. México: El tucán de Virginia, 1988.
- SOUYRIS, Pierre. La locura de Abraham, prólogo a la ed. en español de Tomas Calvillo, prefacio de Lanza del Vasto y traducción de Javier Sicilia. México: UAM / Dirección de Difusión Cultural, 1989.
- ELLUL, Jacques. Anarquía y cristianismo, traducción de Javier Sicilia. México: Editorial Jus, 2005.
- BAUBÉROT, Jean. Historia del protestantismo, traducción de Javier Sicilia. México: Maica, 2008.
- SOUYRIS, Pierre. La desintegración del verbo, traducción de Patricia Gutiérrez-Otero y Javier Sicilia. Puebla: Universidad Iberoamericana Puebla / Benemérita Universidad Autónoma de Puebla, 2008.
- ILLICH, Iván. La sociedad desescolarizada, prólogo de Pedro García Olivo, y traducción de Gerardo Espinoza y Javier Sicilia. Santiago de Compostela: Editorial Brulot, 2011.
- PROUST, Marcel. Sobre la lectura, versión y prefacio de Javier Sicilia. Ciudad de México: UNAM / Dirección General de Publicaciones y Fomento Editorial, 2019.

## Adaptaciones de su obra
Cine
- A través del silencio (2010), adaptada y dirigida por Marcel Sisniega, protagonizada por Gonzalo Vega y Lisa Owen.[28]

Traducción
- Il fondo della notte, traducción al italiano de Estela Peña Molatore. Aracne editrice, 2016. (Título original, El fondo de la noche)